# Ханызаде, Гамлет Бабир оглы
Гамлет Бабир оглы Ханызаде (азерб. Hamlet Bəbir oğlu Xanızadə; 5 июня 1941, Шаган — 3 февраля 1990, Баку) — азербайджанский актёр театра и кино второй половины XX века, Заслуженный артист Азербайджанской ССР (1982), лауреат Государственной премии Азербайджанской ССР (1984).

## Биография
Гамлет Ханызаде родился 5 июня 1941 года в Баку, в посёлке Шаган. В 1965 году окончил Азербайджанский государственный институт искусства имени М. А. Алиева. С 1964 года являлся актёром Азербайджанского государственного драматического театра.
Среди известных театральных ролей актёра можно отметить такие, как Гасан Саббах, Иблис («Хаям», «Иблис» Гусейна Джавида), Каджар («Вагиф» Самеда Вургуна), мулла Аббас («Собрание сумасшедших» Джалила Мамедкулизаде), Низами («Атабеки» Наримана Гасанзаде), доктор («Слава или забытый человек» Назыма Хикмета), Акоп («Ханума» Авксенти Сагарели), Глаголев («Кремлёвские куранты» Николая Погодина), Вурм («Коварство и любовь» Фридриха Шиллера), Антонио («Буря» Уильяма Шекспира) и пр.
Гамлет Ханызаде был известен и как киноактёр. Снимался в фильмах «Семеро сыновей моих» (1970), «Последний перевал» (1971), «Удар в спину» (1977), «Бабек» (1979), «Золотая пропасть» (1980), «Послезавтра, в полночь» (1981) и др.
После трагических событий 20 января 1990 года в Баку Гамлет Ханызаде сильно переживал, сердце актёра не выдержало. Он скончался 3 февраля этого же года. Похоронен на старинном кладбище родного посёлка Шаган близ Баку.